# Procochleosaurus
Procochleosaurus là một chi của họ cochleosauridae thuộc bộ temnospondyli đã tuyệt chủng. Được biết đến từ các mỏ than Jarrow của Ireland, chi này là thành viên lâu đời nhất được biết đến của họ Cochleosauridae. Nó khá giống với Cochleosaurus, một loài temnospondyli đầu tiên từ Cộng hòa Séc.